# Olympische Winterspiele 1952/Bob – Zweierbob (Männer)
Der Zweierbob der Männer bei den Olympischen Winterspielen 1952 in Oslo bestand aus vier Läufen, von denen zwei am 14. und zwei am 15. Februar 1952 ausgetragen wurden. Austragungsort war eine temporäre Naturbahn Korketrekkeren in Frognerseteren. Am Start waren 36 Teilnehmer aus 9 Ländern. Olympiasieger wurden die Deutschen Andreas Ostler und Lorenz Nieberl mit einer Gesamtzeit von 5:24,54 Minuten. Die Silbermedaille holten Stanley Benham und Patrick Martin aus den Vereinigten Staaten vor Fritz Feierabend und Stephan Waser aus der Schweiz, die die Bronzemedaille gewannen.

## Titelträger
| Olympiasieger | Felix Endrich Fritz Waller ( Schweiz)           | St. Moritz 1948  | 5:29,2 min  |
| Weltmeister   | Andreas Ostler Lorenz Nieberl ( BR Deutschland) | Alpe d’Huez 1951 | 5:11,94 min |

## Ergebnisse
| Rang | Athleten                           | Nation             | Lauf 1     | Lauf 1 | Lauf 2     | Lauf 2 | Lauf 3     | Lauf 3 | Lauf 4     | Lauf 4 | Gesamt     |
| Rang | Athleten                           | Nation             | Zeit (min) | Rang   | Zeit (min) | Rang   | Zeit (min) | Rang   | Zeit (min) | Rang   | Zeit (min) |
| ---- | ---------------------------------- | ------------------ | ---------- | ------ | ---------- | ------ | ---------- | ------ | ---------- | ------ | ---------- |
| 001  | Andreas Ostler Lorenz Nieberl      | Deutschland        | 1:20,76    | 1      | 1:21,64    | 1      | 1:21,02    | 1      | 1:21,12    | 1      | 5:24,54    |
| 002  | Stanley Benham Patrick Martin      | Vereinigte Staaten | 1:22,03    | 2      | 1:22,12    | 2      | 1:21,21    | 2      | 1:21,53    | 3      | 5:26,89    |
| 003  | Fritz Feierabend Stephan Waser     | Schweiz            | 1:22,13    | 4      | 1:22,46    | 4      | 1:21,67    | 3      | 1:21,45    | 2      | 5:27,71    |
| 004  | Felix Endrich Werner Spring        | Schweiz            | 1:22,14    | 5      | 1:22,32    | 3      | 1:22,50    | 4      | 1:22,19    | 4      | 5:29,15    |
| 005  | André Robin Henri Rivière          | Frankreich         | 1:23,22    | 6      | 1:23,06    | 5      | 1:22,85    | 5      | 1:22,85    | 6      | 5:31,98    |
| 006  | Marcel Leclef Albertus Casteleyns  | Belgien            | 1:22,09    | 3      | 1:23,69    | 6      | 1:22,94    | 6      | 1:23,79    | 7      | 5:32,51    |
| 007  | Frederick Fortune Hank Whisher     | Vereinigte Staaten | 1:23,46    | 7      | 1:24,48    | 8      | 1:23,15    | 7      | 1:22,73    | 5      | 5:33,82    |
| 008  | Olle Axelson Jan Lapidoth          | Schweden           | 1:24,30    | 11     | 1:23,92    | 7      | 1:23,46    | 8      | 1:24,09    | 9      | 5:35,77    |
| 009  | Karl Wagner Franz Eckhardt         | Österreich         | 1:24,16    | 10     | 1:24,54    | 9      | 1:24,00    | 9      | 1:24,34    | 11     | 5:37,04    |
| 010  | Alberto Della Beffa Dario Colombi  | Italien            | 1:23,86    | 8      | 1:24,71    | 10     | 1:24,03    | 10     | 1:24,62    | 13     | 5:37,22    |
| 011  | Theo Kitt Fritz Kuhn               | Deutschland        | 1:24,43    | 12     | 1:25,22    | 13     | 1:24,52    | 13     | 1:24,08    | 8      | 5:38,25    |
| 012  | Uberto Gillarduzzi Luigi Cavalieri | Italien            | 1:23,86    | 8      | 1:25,26    | 14     | 1:24,80    | 14     | 1:24,44    | 12     | 5:38,36    |
| 013  | Arne Holst Kåre Christiansen       | Norwegen           | 1:24,52    | 13     | 1:24,77    | 11     | 1:24,24    | 12     | 1:24,88    | 14     | 5:38,41    |
| 014  | Erik Tandberg Curt James Haydn     | Norwegen           | 1:26,33    | 15     | 1:24,82    | 12     | 1:24,23    | 11     | 1:24,24    | 10     | 5:39,62    |
| 015  | Kjell Holmström Nils Landgren      | Schweden           | 1:25,76    | 14     | 1:25,84    | 15     | 1:25,65    | 15     | 1:25,57    | 15     | 5:42,82    |
| 016  | Heinz Hoppichler Wilfried Thurner  | Österreich         | 1:30,27    | 18     | 1:28,30    | 16     | 1:27,78    | 16     | 1:27,51    | 16     | 5:53,86    |
| 017  | Robert Guillard Joseph Chatelus    | Frankreich         | 1:29,68    | 17     | 1:28,84    | 17     | 1:28,71    | 17     | 1:28,08    | 17     | 5:55,31    |
| 018  | Charles De Sorgher André De Wulf   | Belgien            | 1:29,49    | 16     | 1:29,00    | 18     | 1:29,29    | 18     | 1:30,50    | 18     | 5:58,28    |